# Godspeed on the Devil's Thunder
Albums de Cradle of Filth
Thornography
(2006) Darkly Darkly Venus Aversa
Godspeed on the Devil's Thunder est le huitième album studio de Cradle of Filth sorti le 27 octobre 2008. Le thème principal de cet album est la vie de Gilles de Rais, et plus précisément les nombreux meurtres et actes de sorcellerie qu'il a perpétrés à la fin de sa vie.

## Pistes
| No  | Titre                                              | Durée |
| --- | -------------------------------------------------- | ----- |
| 1.  | In Grandeur and Frankincense Devilment Stirs       | 2:27  |
| 2.  | Shat Out of Hell                                   | 5:03  |
| 3.  | The Death of Love                                  | 7:13  |
| 4.  | The 13th Caesar                                    | 5:35  |
| 5.  | Tiffauges                                          | 2:14  |
| 6.  | Tragic Kingdom                                     | 5:59  |
| 7.  | Sweetest Maleficia                                 | 5:59  |
| 8.  | Honey and Sulphur                                  | 5:37  |
| 9.  | Midnight Shadows Crawl to Darken Counsel with Life | 8:58  |
| 10. | Darkness Incarnate                                 | 8:55  |
| 11. | Ten Leagues Beneath Contempt                       | 4:58  |
| 12. | Godspeed on the Devil's Thunder                    | 5:36  |
| 13. | Corpseflower                                       | 2:41  |

| 1.  | Balsamic and Anathema                               |  |
| 2.  | A Thousand Hands on the Maid of Ruin (instrumental) |  |
| 3.  | Into the Crypt of Rays (Celtic Frost reprise)       |  |
| 4.  | Devil to the Metal                                  |  |
| 5.  | Courting Baphomet                                   |  |
| 6.  | The Love of Death (remix)                           |  |
| 7.  | The Death of Love (demo)                            |  |
| 8.  | The 13th Caesar (demo)                              |  |
| 9.  | Dirge Inferno (live)                                |  |
| 10. | Dusk and Her Embrace (live)                         |  |

## Crédits
- Dani Filth – Vocaux
- Paul Allender – guitare
- Dave Pybus – basse
- Martin Skaroupka – batterie
- Mark Newby-Robson – clavier
- Stephen Svanholm - baryton
- Doug Bradley – narration
- Carolyn Gretton - vocaux féminin
- Sarah Jezebel Deva – vocaux féminin
- Luna Scarlett Davey - narration
- Elissa Devins, Julie Devins, Leanne Harrison, Carolyn Gretton, Tonya Kay, Rachel Marshall-Clarke, Liz Willgoose, Laura Willgoose - chœurs
- Andy Sneap – producteur
- Scott Atkins, Andy Sneap - Ingénieurs
- Doug Cook - ingénieur son/producteur
- Andy Sneap - mixage
- David Ho - graphisme
- Travis Smith, seempieces - design
- Daragh McDonagh - photographie
- Eternal Spirits - costumes
- Charles Hedger – guitariste (live)
- Rosie Smith - claviers (live)
- Music écrite par Paul Allender, Mark Newby-Robson et Cradle of Filth
- Concept et texte par Dani Filth
- Enregistré Backstage Studios, Sneapy Hollow, Derbyshire, Angleterre, de mars à juin 2008